# Miguel Ángel Menéndez Reyes

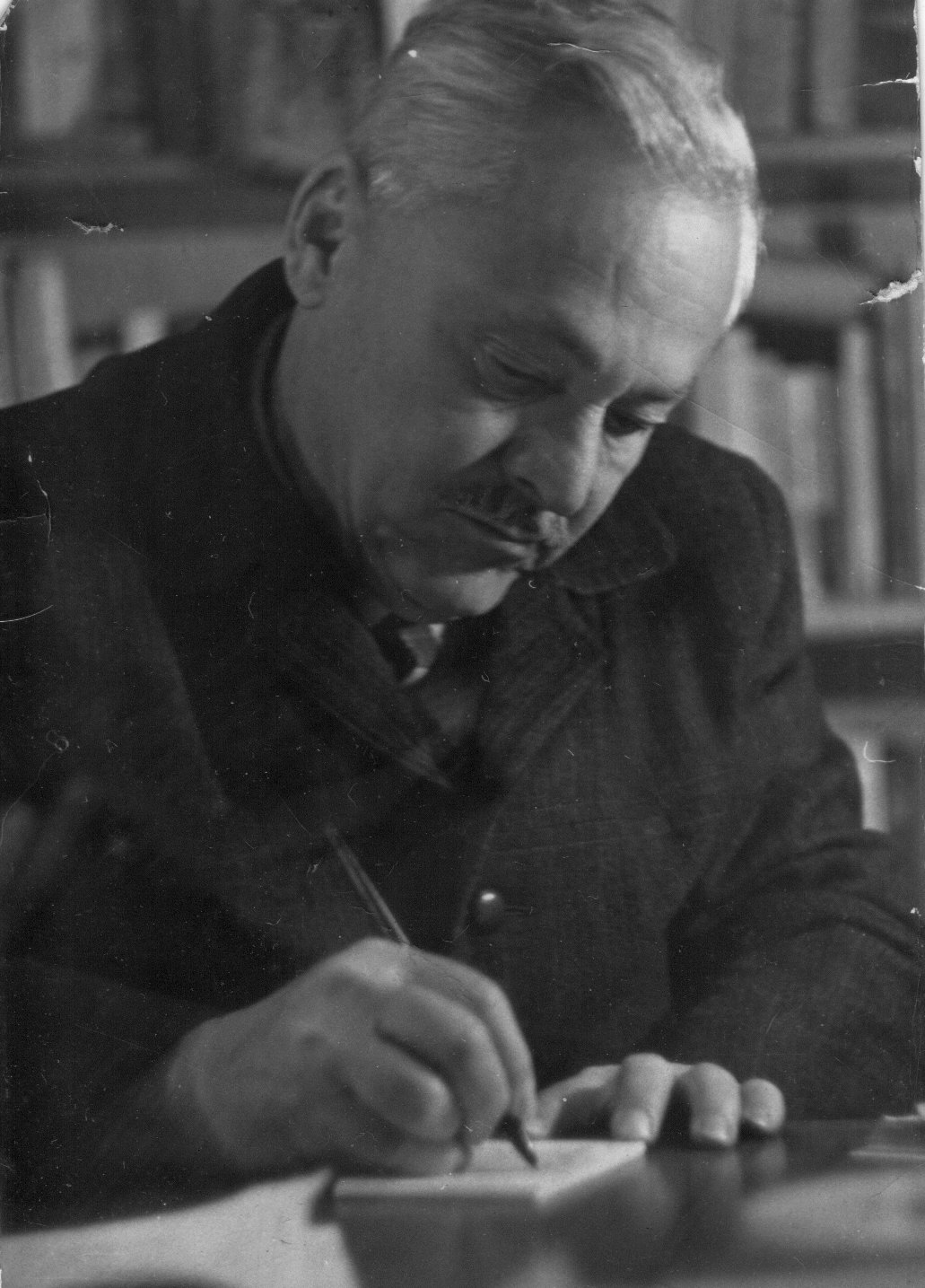
Miguel Ángel Menéndez Reyes

Miguel Ángel Menéndez Reyes (* 11. Januar 1904 in Izamal; † 24. Juni 1982 in Mexiko-Stadt) war ein mexikanischer Schriftsteller, Journalist, Politiker und Botschafter.

## Leben
Von 1937 bis 1940 war er Mitglied des Kongresses der Union Mexiko. Als Botschafter Mexikos war er vom 1. Dezember 1941 bis 1. Januar 1942 für einen Monat in Nanjing bei der Regierung von Wang Jingwei tätig, und vom 8. Februar 1943 für ein Jahr in Bogotá.

## Schriften
- Hollywood sin pijamas
- Carta a mi madre
- Nayar, 1940, ISBN 968-432-187-2.[2][3]

| Vorgänger              | Amt                                                                      | Nachfolger                       |
| ---------------------- | ------------------------------------------------------------------------ | -------------------------------- |
| Primo Villa Michel     | Mexikanischer Botschafter in Nanjing 1. Dezember 1941 bis 1. Januar 1942 | Alfonso Castro Valle             |
| Federico Montes Alanís | Mexikanischer Botschafter in Bogotá 8. Februar 1943 bis 8. Februar 1944  | Juan Manuel Álvarez del Castillo |